# MV-Brasil
O Movimento Pela Valorização da Cultura, do Idioma e das Riquezas do Brasil, mais conhecido como MV-Brasil, foi um movimento nacionalista apartidário, fundado em 2 de novembro de 1999 pelo empresário Wagner Luiz de Vasconcelos junto com 11 amigos, no Rio de Janeiro, Brasil.
Wagner Luís de Vasconcelos decidiu criar o MV-Brasil como reação contra a construção de uma réplica da Estátua da Liberdade em frente ao New York City Center, um shopping center localizado no bairro carioca da Barra da Tijuca, o que para Wagner representava um marco do colonialismo cultural implantado em um dos pontos mais nobres da capital fluminense.
A ação mais visível do MV-Brasil foi a colocação de cartazes com frases de efeito (muitas delas cunhadas pelo próprio Wagner) em pontos estratégicos da cidade, sempre incitando à resistência contra a cultura americana.

## Ideologia
O movimento não possui cunho xenófobo, nem prega a perseguição a minorias étnicas. Com base no estado do Rio de Janeiro, o movimento apoia também a valorização da cultura regional de outros estados, tendo se mobilizado contra a venda do Centro Luiz Gonzaga de Tradições Nordestinas. 
Há quem atribua ligações do movimento com o Integralismo.
 

Em 2006, Wagner Luiz de Vasconcelos, fundador do MV-Brasil se candidatou a deputado federal do Rio de Janeiro pelo Prona de Enéas Carneiro, um dos partidos que foi um dos escolhidos pelos integralistas após a redemocratização.